# Rhododendron densifolium
Rhododendron densifolium là một loài thực vật có hoa trong họ Thạch nam. Loài này được K.M. Feng miêu tả khoa học đầu tiên năm 1983.